# Лохмен (Флорида)
Лохмен (англ. Loughman) — переписна місцевість (CDP) в США, в окрузі Полк штату Флорида. Населення — 5417 осіб (2020).

## Географія
Лохмен розташований за координатами 28°14′16″ пн. ш. 81°34′4″ зх. д. / 28.23778° пн. ш. 81.56778° зх. д. (28.237729, -81.567766).  За даними Бюро перепису населення США в 2010 році переписна місцевість мала площу 9,81 км², з яких 9,01 км² — суходіл та 0,80 км² — водойми.

## Демографія
Згідно з переписом 2010 року, у переписній місцевості мешкало 2680 осіб у 1005 домогосподарствах у складі 674 родин. Густота населення становила 273 особи/км².  Було 2019 помешкань (206/км²).
Расовий склад населення:
| - 77,2 % — білих - 9,7 % — чорних або афроамериканців - 2,5 % — азіатів - 0,8 % — корінних американців - 0,1 % — вихідців з тихоокеанських островів - 6,9 % — осіб інших рас |

До двох чи більше рас належало 2,7 %. Частка іспаномовних становила 27,4 % від усіх жителів.
За віковим діапазоном населення розподілялося таким чином: 23,4 % — особи молодші 18 років, 67,0 % — особи у віці 18—64 років, 9,6 % — особи у віці 65 років та старші. Медіана віку мешканця становила 34,2 року. На 100 осіб жіночої статі у переписній місцевості припадало 99,6 чоловіків;  на 100 жінок у віці від 18 років та старших — 99,8 чоловіків також старших 18 років.
Середній дохід на одне домашнє господарство  становив 53 610 доларів США (медіана — 42 435), а середній дохід на одну сім'ю — 54 331 долар (медіана — 43 444). За межею бідності перебувало 13,1 % осіб, у тому числі 21,6 % дітей у віці до 18 років та 10,6 % осіб у віці 65 років та старших.
Цивільне працевлаштоване населення становило 1496 осіб. Основні галузі зайнятості: мистецтво, розваги та відпочинок — 42,0 %, роздрібна торгівля — 12,6 %, освіта, охорона здоров'я та соціальна допомога — 12,5 %.